# باوشترت
باوشترت (به آلمانی: Baustert) یک شهر در آلمان است که در بیتبورگ-پروم واقع شده‌است.جمعیت باوشترت ۴۷۹ نفر است.